# ولایت ایکی

نقشه ژاپن در سال ۱۸۶۸ میلادی. این ولایت با رنگ تیره مشخص شده است.

ولایت ایکی (به ژاپنی: 壱岐国 Iki no kuni) یکی از ولایت‌ها در تقسیم‌بندی کشوری قدیم ژاپن بود.